# Más allá del jardín
Más allá del jardín is een Spaanse film uit 1996, geregisseerd door Pedro Olea. De film is gebaseerd op het gelijknamige boek van de schrijver Antonio Gala.

## Verhaal
Palmira, een vrouw uit de aristocratie van Sevilla, zit in een emotionele crisis. Haar huwelijk loopt op de klippen, haar zoon is alcoholist en haar dochter wordt zwanger. Alles verandert wanneer ze Ugo ontmoet, een vriend van haar zoon die veel jonger is dan zij.

## Rolverdeling
| Acteur               | Personage      |
| -------------------- | -------------- |
| Concha Velasco       | Palmira        |
| Fernando Guillén     | Willy          |
| Manuel Bandera       | Tario          |
| Andrea Occhipinti    | Ugo            |
| Ingrid Rubio         | Helena         |
| Miguel Hermoso Arnao | Alex           |
| Martirio             | Mencia         |
| Mary Carrillo        | Ama            |
| Claudia Gravy        | Doctora Dubois |
| Mercedes Alonso      | Isa Bustos     |
| Giancarlo Giannini   | Bernardo       |
| Goya Toledo          | Teresa         |
| María Galiana        | Ramona         |
| Germán Cobos         | Alvaro Larra   |
| Carmen de la Maza    | Soledad        |
| Eduardo Noriega      | Ignacio        |

## Ontvangst

### Prijzen en nominaties
Een selectie:
| Jaar | Evenement                      | Categorie                | Genomineerde    | Resultaat   |
| ---- | ------------------------------ | ------------------------ | --------------- | ----------- |
| 1997 | Premios Goya (11de uitreiking) | Beste actrice            | Concha Velasco  | Genomineerd |
| 1997 | Premios Goya (11de uitreiking) | Beste vrouwelijke bijrol | Mary Carrillo   | Gewonnen    |
| 1997 | Premios Goya (11de uitreiking) | Beste debuterend actrice | Íngrid Rubio    | Gewonnen    |
| 1997 | Premios Goya (11de uitreiking) | Beste bewerkt scenario   | Mario Camus     | Genomineerd |
| 1997 | Premios Goya (11de uitreiking) | Beste productiemanager   | Carmen Martínez | Genomineerd |